# Engoulevent porte-étendard
Caprimulgus vexillarius
Espèce
Synonymes
- Semeiophorus vexillarius Gould, 1838 (protonyme)
- Macrodipteryx vexillarius (Gould, 1838)

Statut de conservation UICN

 LC  : Préoccupation mineure
L'Engoulevent porte-étendard (Caprimulgus vexillarius) est une espèce d'oiseaux de la famille des Caprimulgidae.

## Répartition

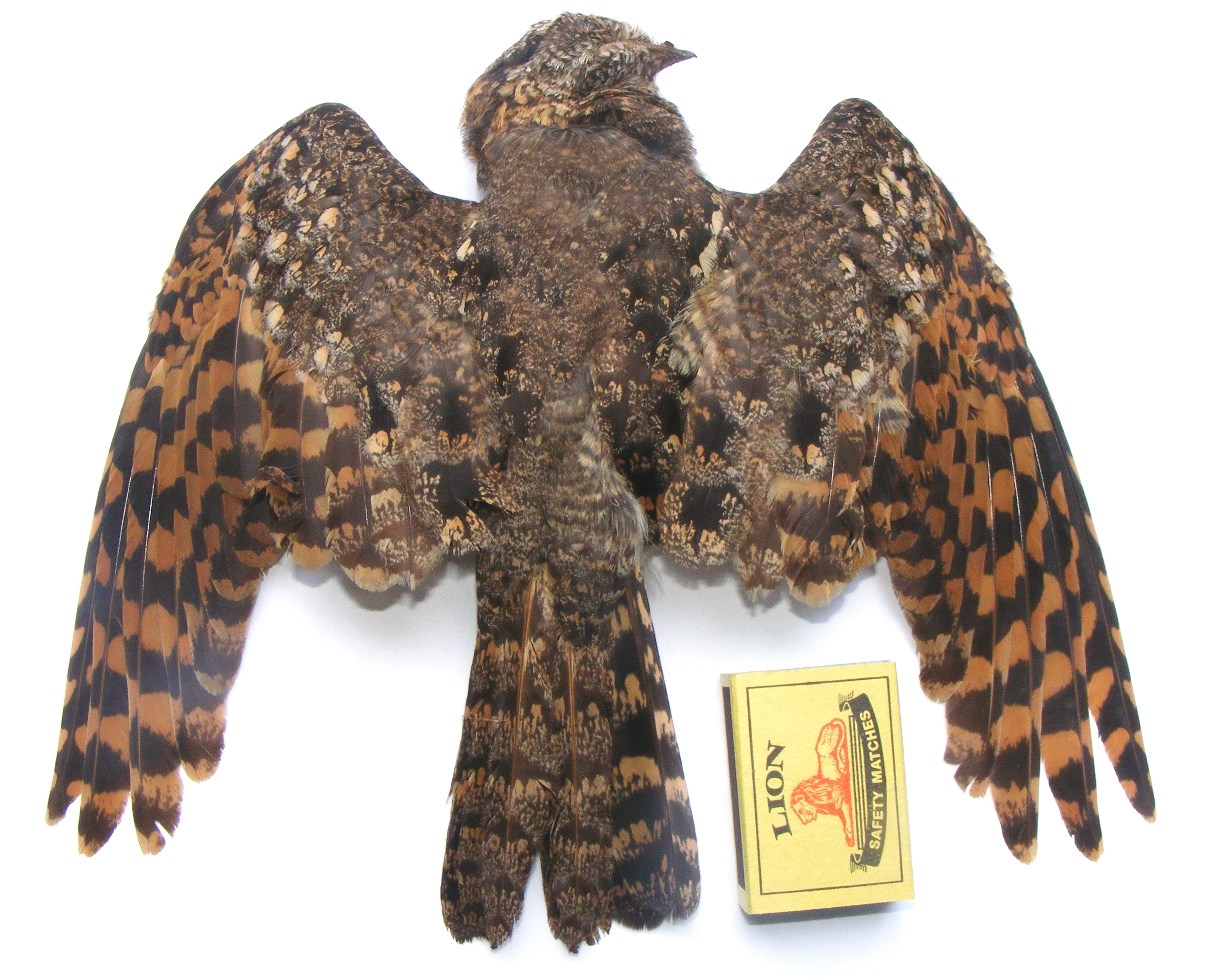
Une femelle.

Cet oiseau vit en Afrique subsaharienne, notamment à travers le miombo.

## Systématique
L'Engoulevent porte-étendard était classé jusqu'en 2007 dans le genre Macrodipteryx, avec l'Engoulevent à balanciers. Des études moléculaires ont montré que ce genre était niché au sein du genre Caprimulgus, avec lequel il a de fait été synonymisé,.